# Feng Zhe
Feng Zhe (chiń. 冯喆; ur. 19 listopada 1987) – chiński gimnastyk, dwukrotny mistrz świata.

## Osiągnięcia
| Rok  | Zawody               | Miasto    | Miejsce | Konkurencja            | Punktacja |
| ---- | -------------------- | --------- | ------- | ---------------------- | --------- |
| 2009 | Mistrzostwa świata   | Londyn    | 2       | Ćwiczenia na poręczach | 15.775    |
| 2010 | Mistrzostwa świata   | Rotterdam | 1       | Drużynowo              | 274.997   |
| 2010 | Mistrzostwa świata   | Rotterdam | 1       | Ćwiczenia na poręczach | 15.966    |
| 2012 | Igrzyska Olimpijskie | Londyn    | 1       | Wielobój drżynowo      | 275.997   |